# Condado de Choctaw (Mississippi)
O Condado de Choctaw é um dos 82 condados do estado norte-americano do Mississippi. A sede de condado é Ackerman que é também a sua maior cidade.
O condado tem uma área de 1088 km² (dos quais 3 km² estão cobertos por água), uma população de 9758 habitantes, e uma densidade populacional de 4 hab/km² (segundo o censo nacional de 2000). O condado foi fundado em 1833 e recebeu o seu nome a partir da tribo ameríndia Choctaw.